# Bridie O'Donnell
Bridie O'Donnell, nascida em 29 de abril de 1974 em Corinda (Queensland), é uma ciclista australiana.  Especialista do contrarrelógio, é a recordista do recorde do mundo da hora  entre 22 de janeiro e 27 de fevereiro de 2016, com 46,882 km percorridos numa hora. Esta marca é batida depois por Evelyn Stevens.

## Biografia
Bridie O'Donnell começa o desporto de competição após ter assistido aos Jogos Olímpicos de Sydney. A este final, ela sai da sua cidade natal de Brisbane até Melbourne. Pratica o remo com sucesso, mas perde a motivação após cinco anos : «Cinco anos de manhãs frias e de mãos calosas». Então, decide de mudar-se para o ciclismo, já que é «mais fácil» que outros desportos. Primeiramente, participa nas Ironmans. Quando considera ter ganhado a força e a endurance necessárias, apanha a Australian Institute of Sports. A partir de 2008, trabalha igualmente como médica. Os seus objectivos desportivos são um título mundial e participar nos Jogos Olímpicos, este que não chega a fazer.
Tem conseguido durante a sua carreira, três títulos de campeã da Oceania (duas em contrarrelógio e um no ciclismo em estrada). Em 2008, torna-se campeonato da Austrália do contrarrelógio. Em 2007, classifica-se segundo do Crono das Nações. Participa em três postos no campeonatos mundiais em estrada, em 2008, 2009 e 2010.
Em 22 de janeiro de 2016, Bridie O'Donnell bate no Super-Drome de Adelaide, com 46,882 km, um novo recorde da hora. Melhora o recorde de Molly Shaffer Van Houweling de 12 de setembro de 2015, de 608 metros.. A 27 de fevereiro do mesmo ano, a Americana Evelyn Stevens melhora a sua marca com 47,980 km

## Palmarés
- 2007
  -  Campeã de Oceania do contrarrelógio
  - 2.º do Crono das Nações
- 2008
  -  Campeã da Austrália do contrarrelógio
- 2009
  -  Campeã de Oceania em estrada
  -  Campeã de Oceania do contrarrelógio[5]
  - Tour of Chongming Time Trial (contrarrelógio)
  -  Condecorada de bronze do Campeonato Oceânico do contrarrelógio[6]
  - 2.º da Volta de Príncipe Edward Island
- 2010
  - 2.º do campeonato da Austrália em estrada
  - 2.º do campeonato da Austrália do contrarrelógio
- 2011
  -  Medalha de prata do Campeonato Oceânico em estrada
  -  Medalha de prata do Campeonato Oceânico do contrarrelógio
- 2012
  -  Condecorada de bronze do Campeonato Oceânico do contrarrelógio
  - 3.º do campeonato da Austrália do contrarrelógio
- 2014
  - 3.º do campeonato da Austrália do contrarrelógio
- 2015
  - 2.º do campeonato da Austrália do contrarrelógio
- 2016
  -  Medalha de prata do Campeonato Oceânico do contrarrelógio

## Recordes
- Recordista do recorde do mundo da hora :  46,882 km (entre a 22 de janeiro e a 27 de fevereiro de 2016)